# Miguel Hernández (metropolitana di Madrid)
Miguel Hernández è una stazione della linea 1 della metropolitana di Madrid.
Si trova sotto all'Avenida de la Albufera nell'intersezione con l'Avenida de Rafael Alberti, nel distretto di Puente de Vallecas.
La denominazione è un omaggio al poeta Miguel Hernández e nella stazione si trovano delle placche arancioni dove si possono leggere estratti di suoi poemi. Inoltre, vicino all'ingresso situato nell'Avenida de la Albufera si trova la biblioteca pubblica a lui intitolata.

## Storia
La stazione fu inaugurata nell'aprile del 1994.

## Accessi
Ingresso Miguel Hernández
- Rafael Alberti - Ambulatorio: Avenida de la Albufera, 285 (angolo con Avenida de Rafael Alberti)
- Albufera, pari: Avenida de la Albufera, 290
- Parcheggio: Passerella (Cañón Albufera, pari)
- Ascensore: Avenida de la Albufera 285